# Уэстолл, Ричард
Ричард Уэстолл (англ. Richard Westall; 2 января 1765, Норидж — 4 декабря 1836[…], Лондон) — британский художник, пейзажист-романтик, автор аффективно-драматических исторических картин и книжный иллюстратор. 

## Биография
Родился в 1765 году в Норвиче. После смерти матери семилетнем мальчиком переехал в Лондон вместе с обанкротившимся отцом. С 1785 года учился в лондонской Королевской академии художеств. Закончив обучение, уже в 1794 году был избран членом Академии. В 1790-95 годах арендовал мастерскую и жилье на площади Сохо совместно с Томасом Лоуренсом.
Уэстолл работал маслом и акварелью; писал портреты, пейзажи, исторические и мифологические сцены, работал в жанре книжной иллюстрации. В творчестве Уэстолла разных периодом можно найти влияние ампира и стиля «трубадур», но с преобладающим влиянием романтизма.
Особенно известен художник тремя портретами лорда Байрона (один из которых хранится в Национальной портретной галерее в Лондоне, а другой висит в Палате лордов) и циклом картин, изображающих эпизоды из жизни Горацио Нельсона (в коллекции британского Национального морского музея).
Уэстолл был учителем рисования и живописи принцессы Виктории, будущей королевы, вплоть до своей смерти в 1836 году.

## Биография художника в дореволюционнойэницклопедии Брокгауза и Эфрона
Ричард Весталь (1765—1836) — рисовальщик и живописец, ученик Лондонской академии художеств и Лоуренса. Сначала занимался иллюстрированием книг и рисовал портреты, а потом писал акварелью исторические сюжеты («Исаак просит благословения у Иакова», «Мария Стюарт идет на казнь»), а также любовные и мифологические сцены в элегантно-сентиментальном духе («Сафо», «Венера и Адонис», «Калипсо и Телемак»). Впоследствии Бойдель воспользовался его талантом для создания рисунков к своим изданиям сочинений Мильтона и Шекспира. Кроме того, Весталь создавал иллюстрации к Библии, на сюжеты из английской истории, к рассказам Кребба, «Любви ангелов» Мура и пр. С 1794 года был академиком, в 1808 году издал том своих стихотворений, уже под старость давал уроки рисования принцессе Виктории — теперешней королеве; наконец, пустившись в торговлю художественными предметами, потерял в ней свое состояние.— Весталь // Энциклопедический словарь Брокгауза и Ефрона : в 86 т. (82 т. и 4 доп.). — СПб., 1890—1907.

## Галерея

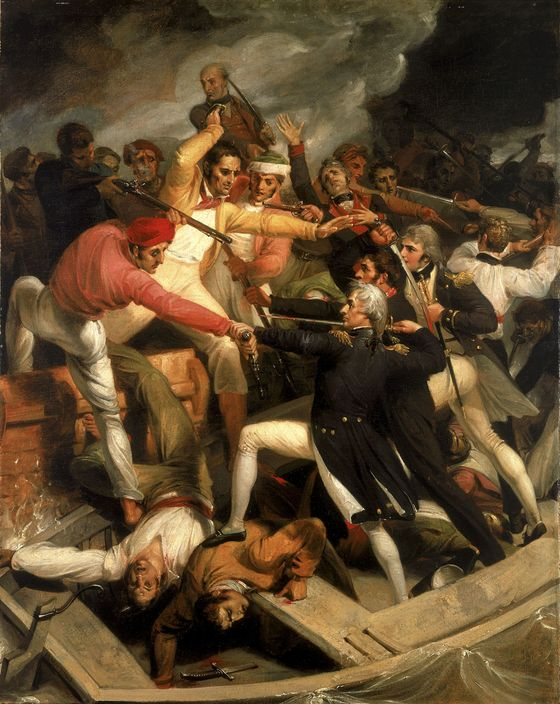
Адмирал Нельсон в битве при Кадисе.
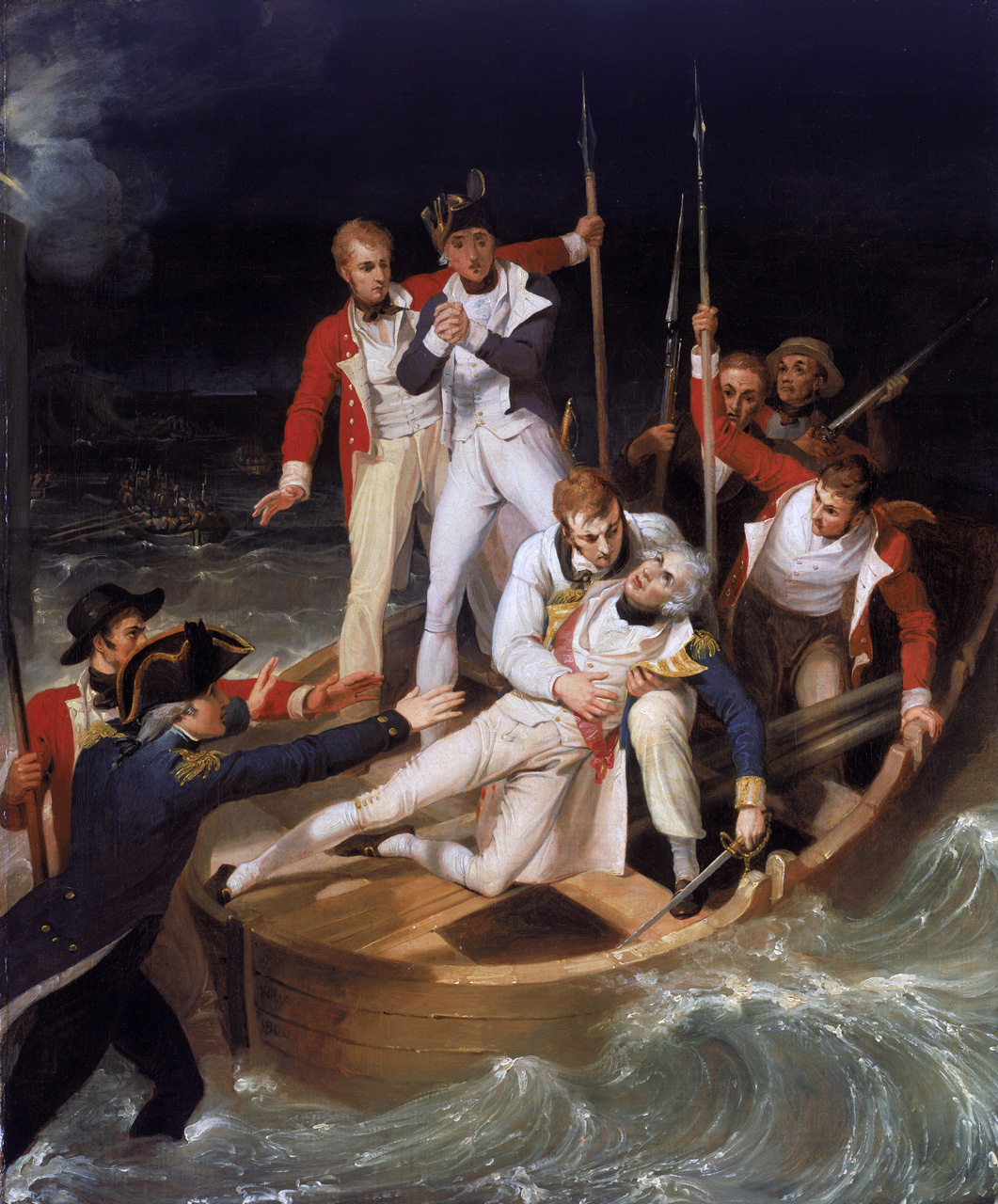
Адмирал Нельсон в битве при Тенерифе.
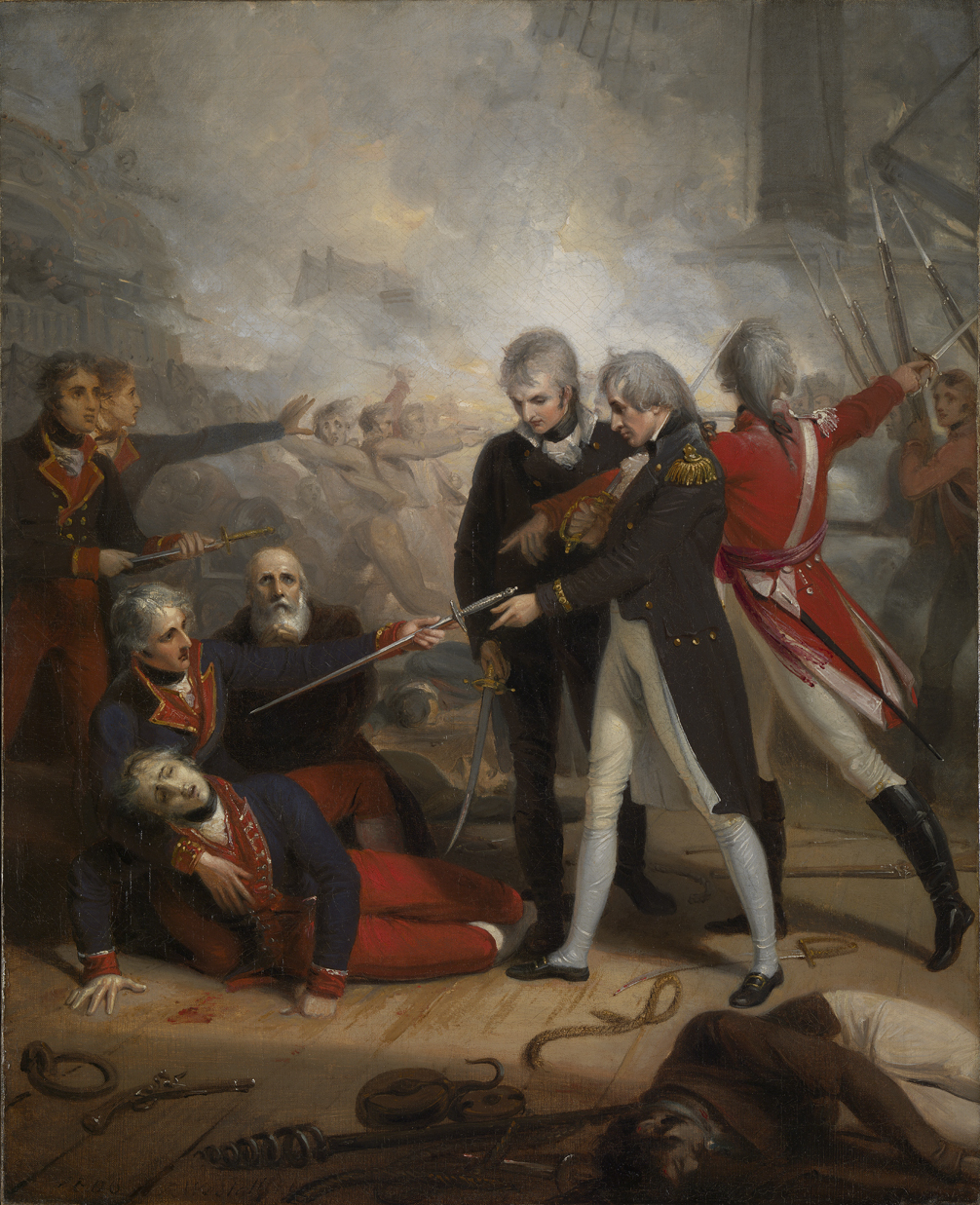
Адмирал Нельсон в битве у Сан-Висенте принимает капитуляцию испанцев.
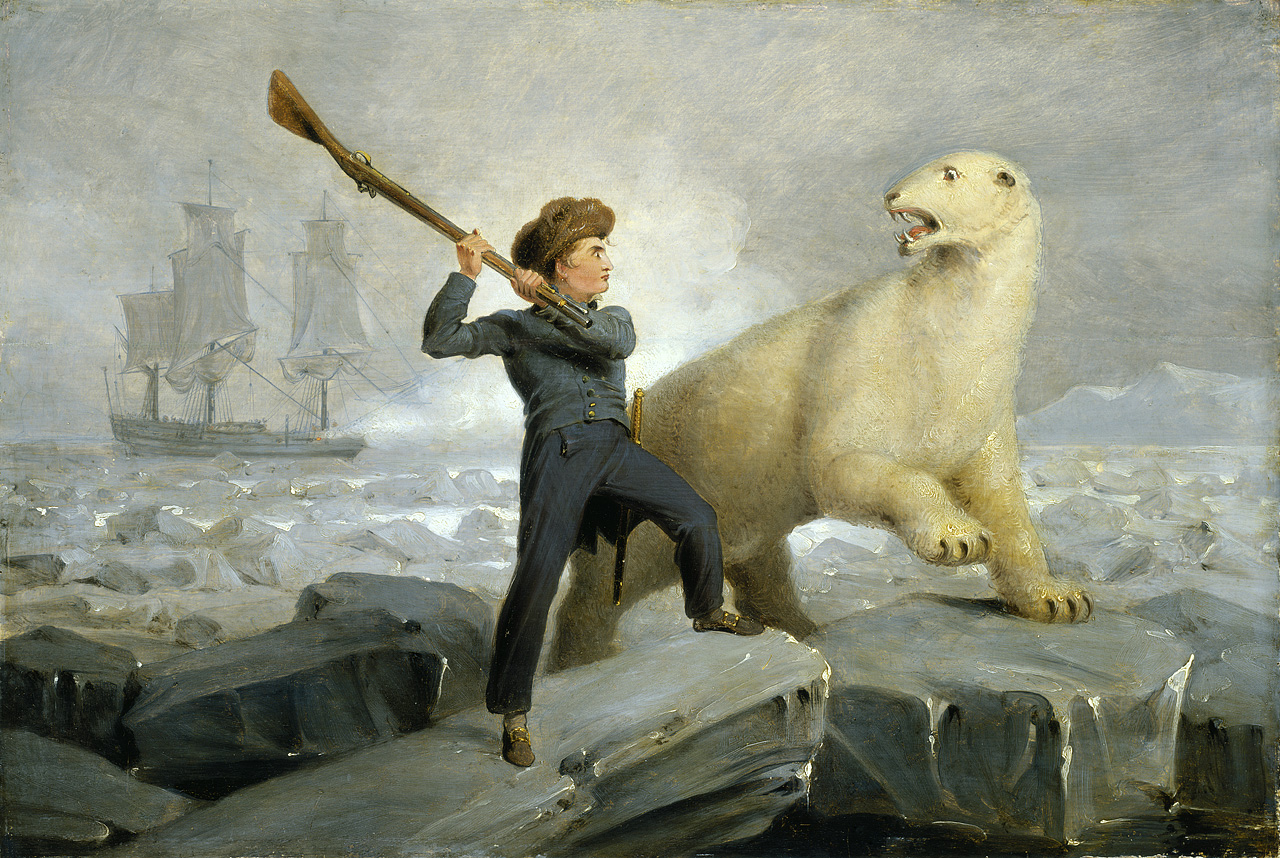
14-летний мичман Горацио Нельсон, участник полярной экспедиции Фиппса, сражается с белым медведем.
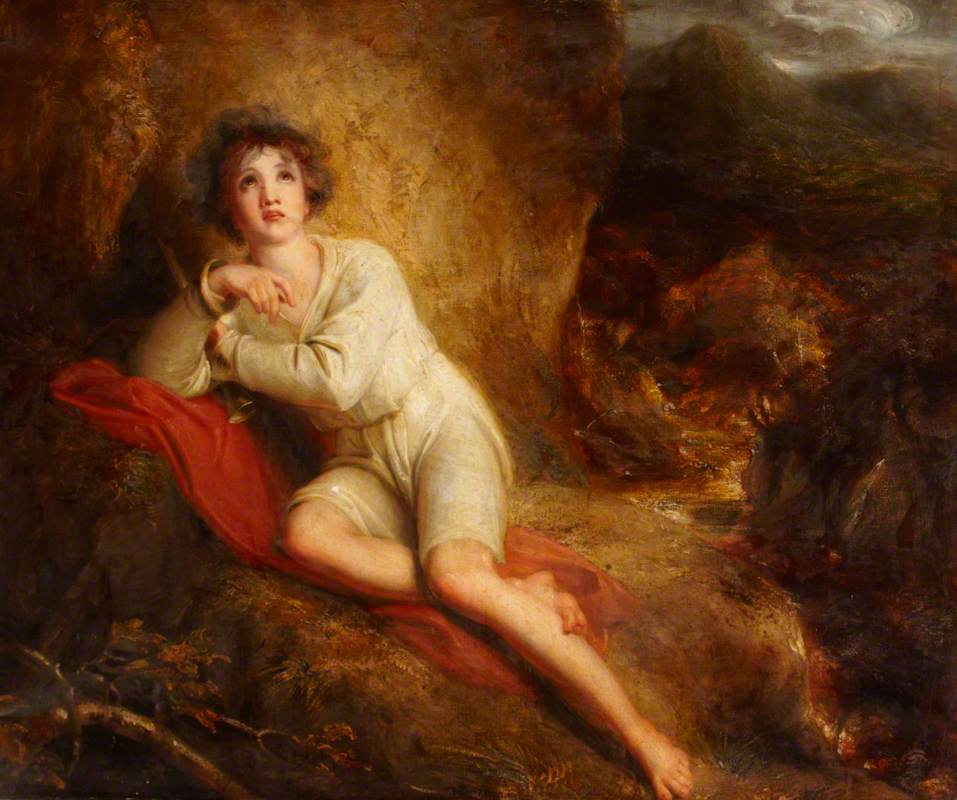
Эдвин (сцена  (из «Менестреля» Джеймса Битти).
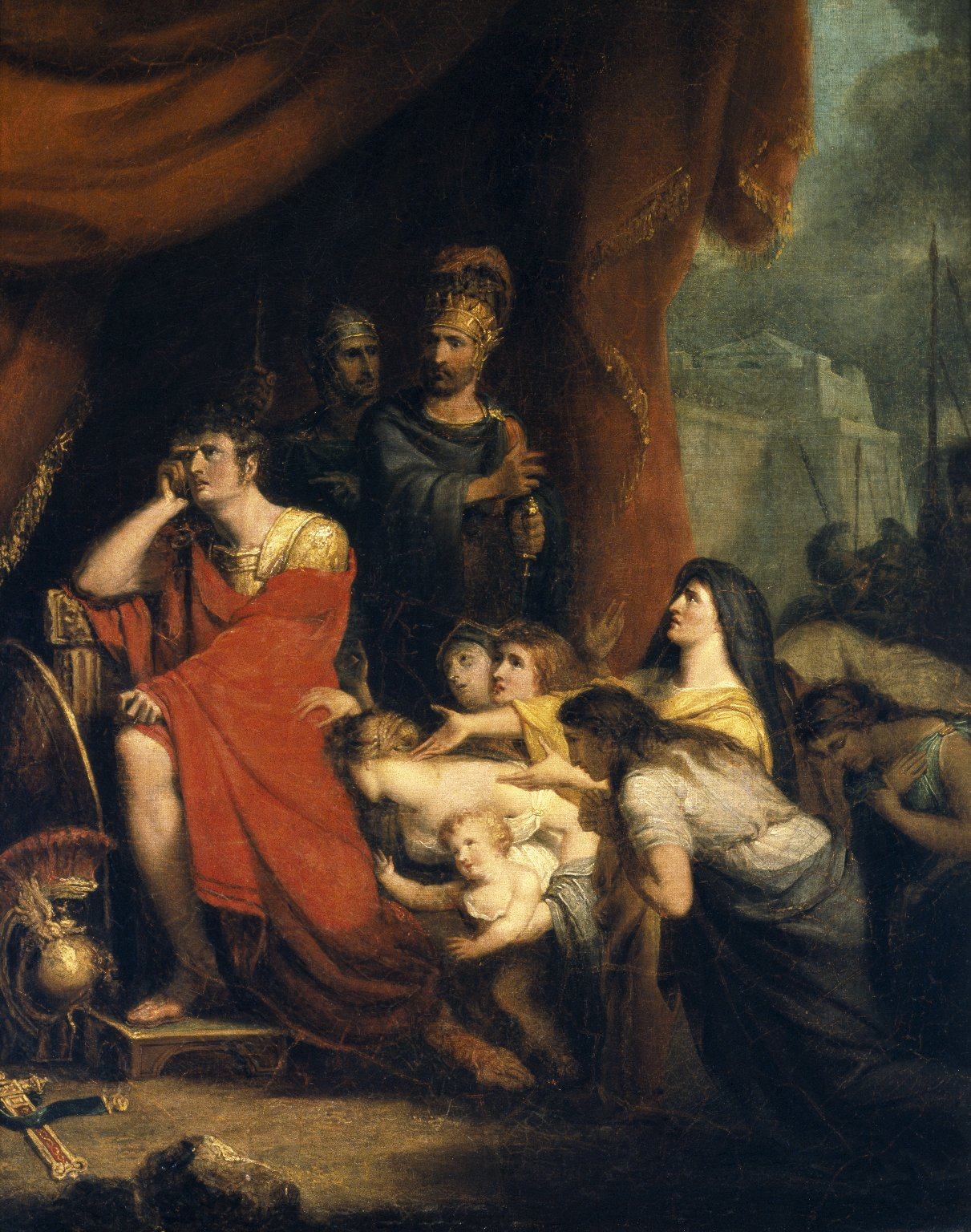
Волумния перед Кориоланом
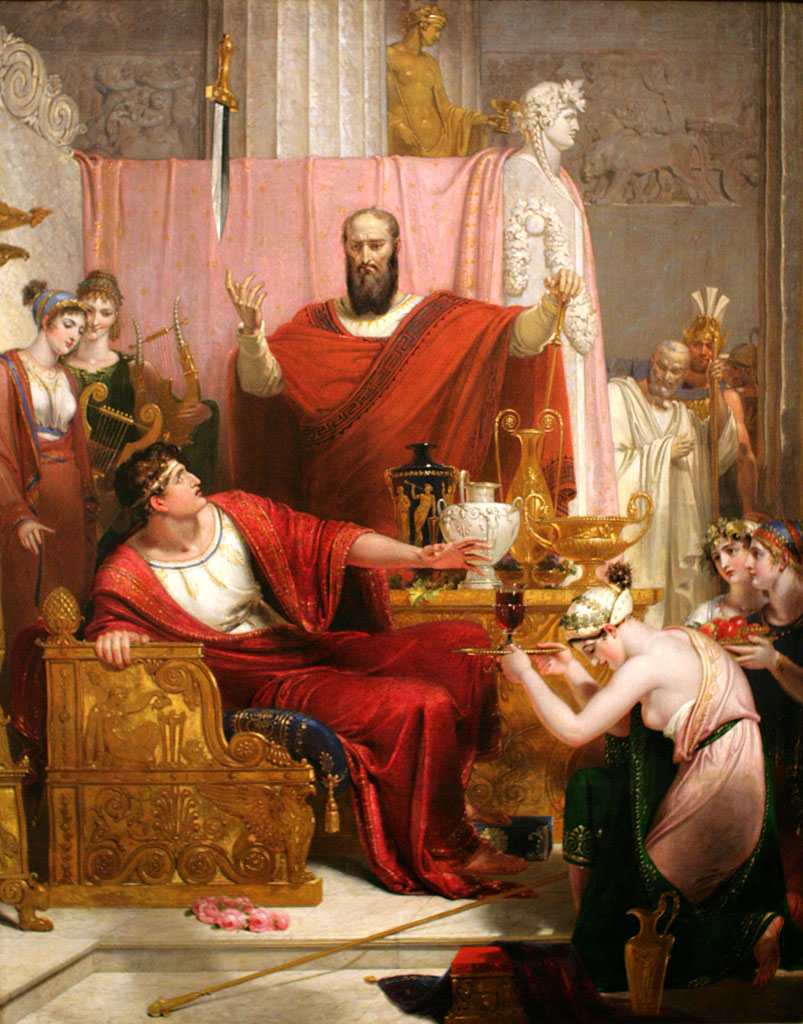
Дамоклов меч
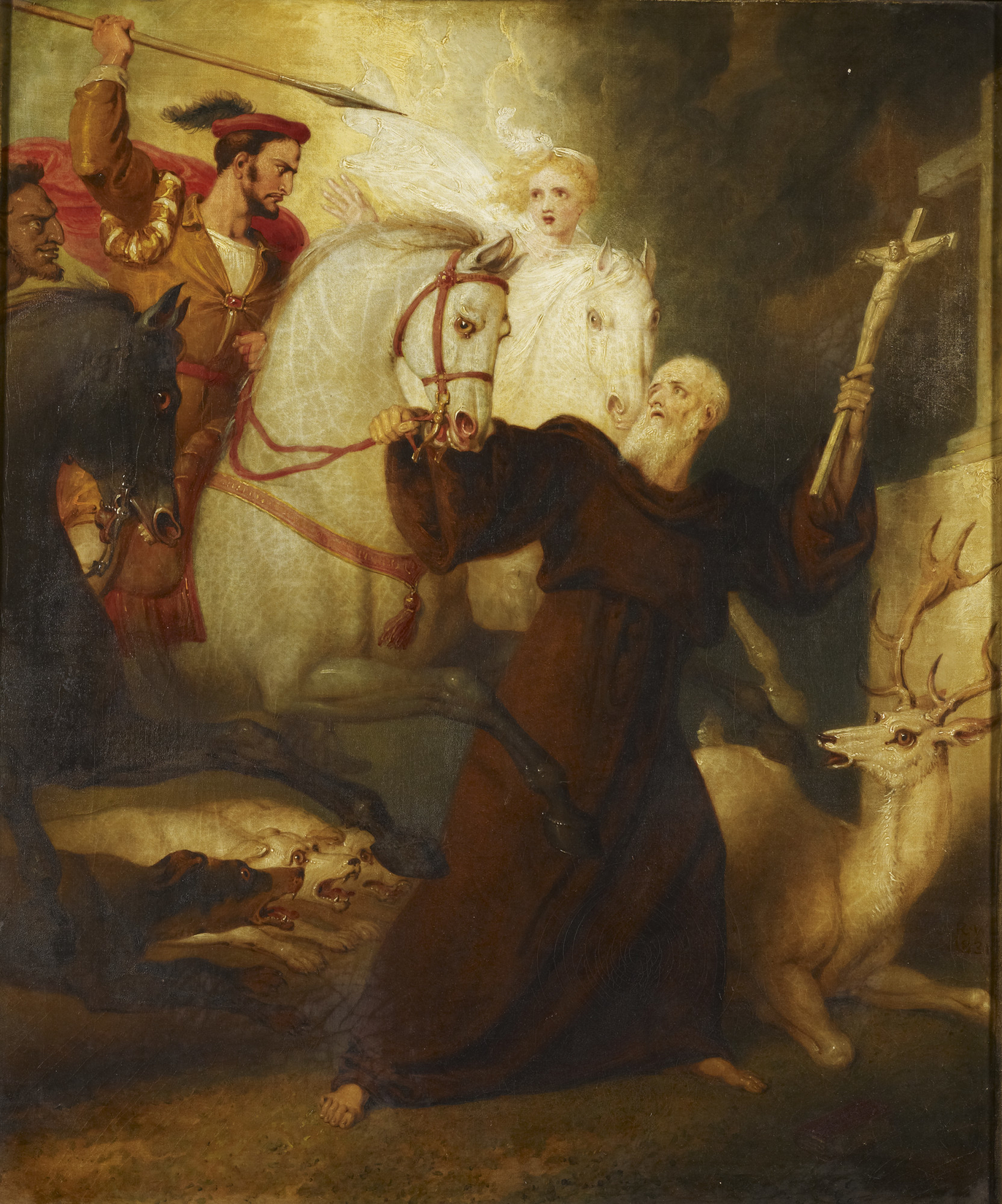
Дикая охота.
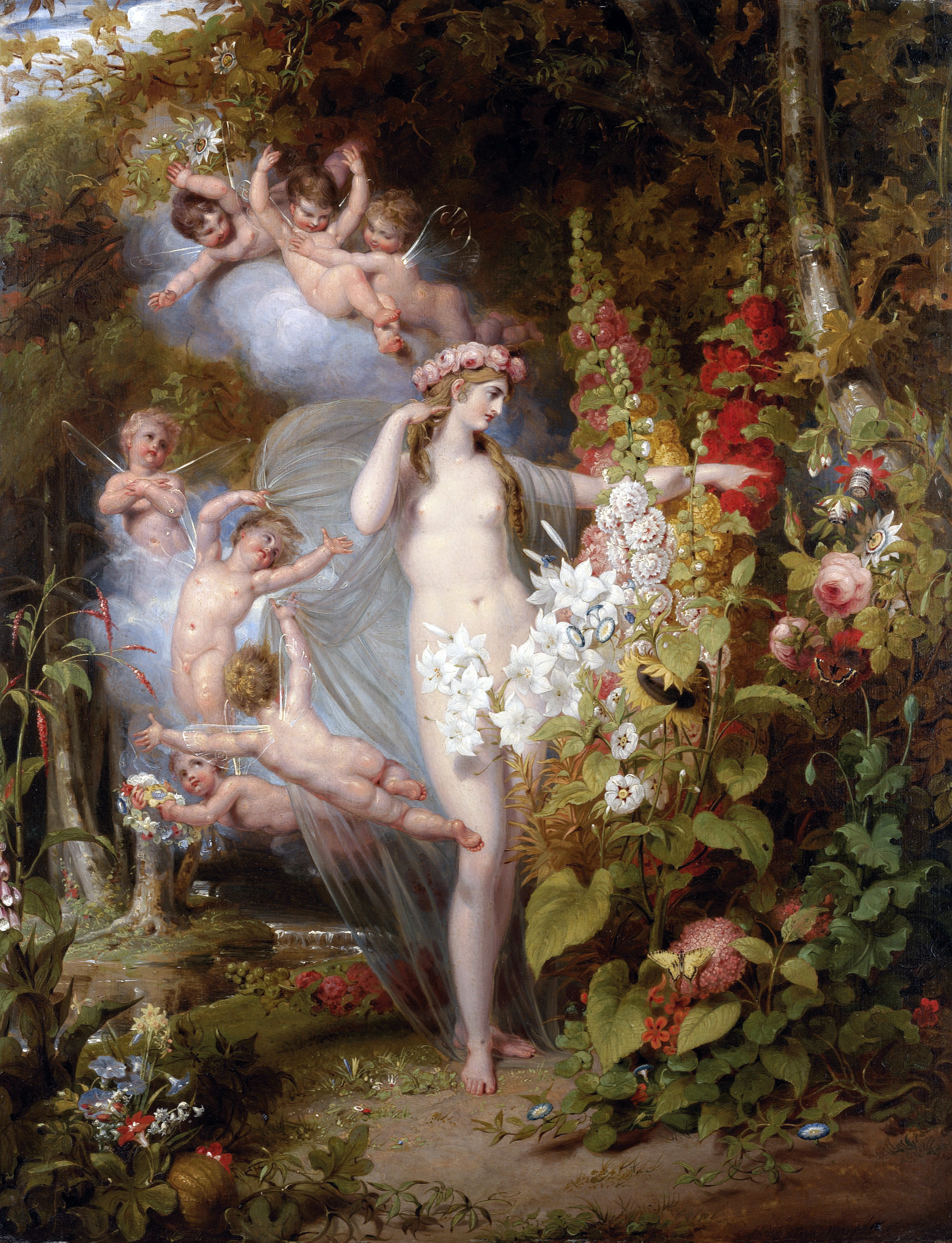
Флора среди Зефиров
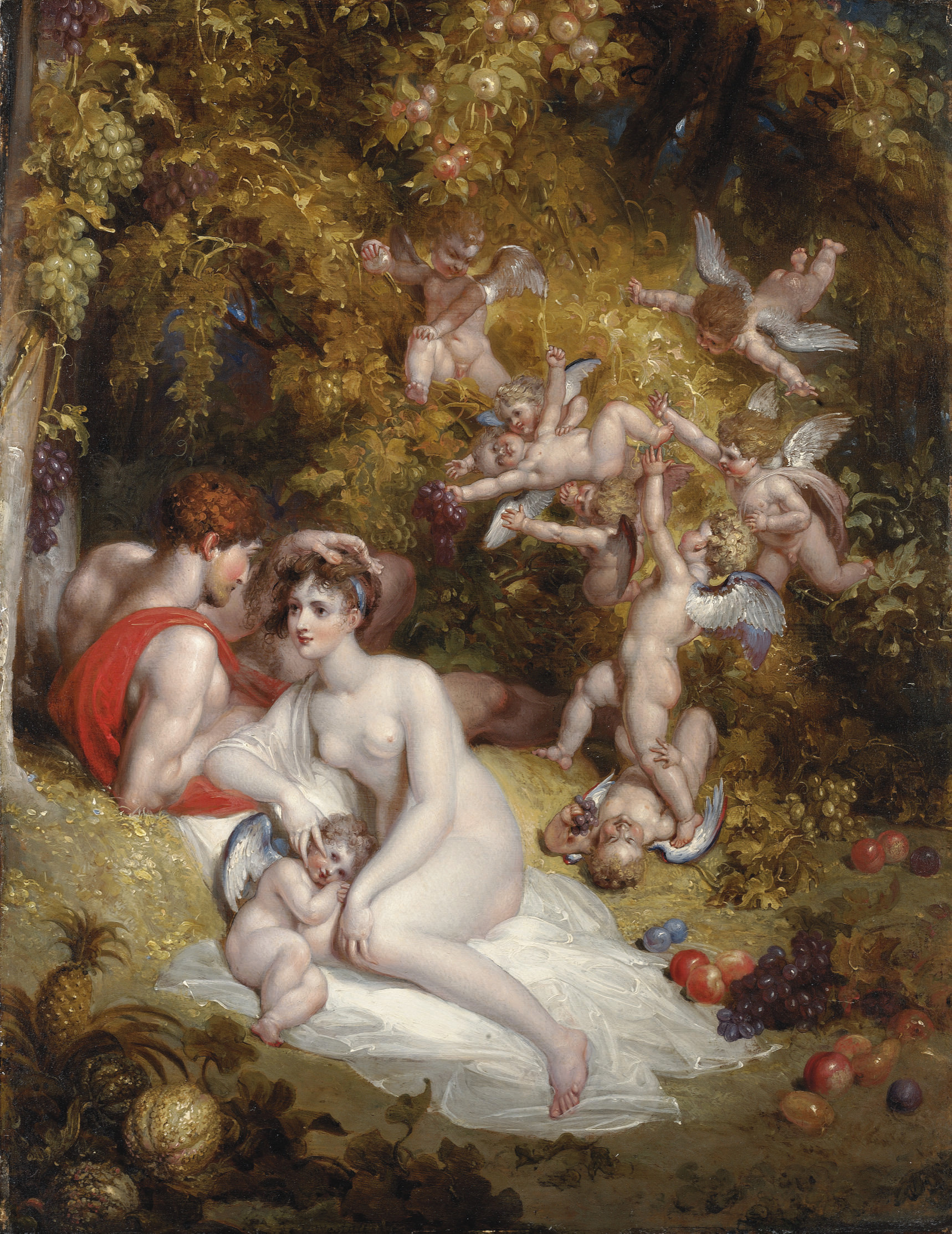
Вертумн и Помона
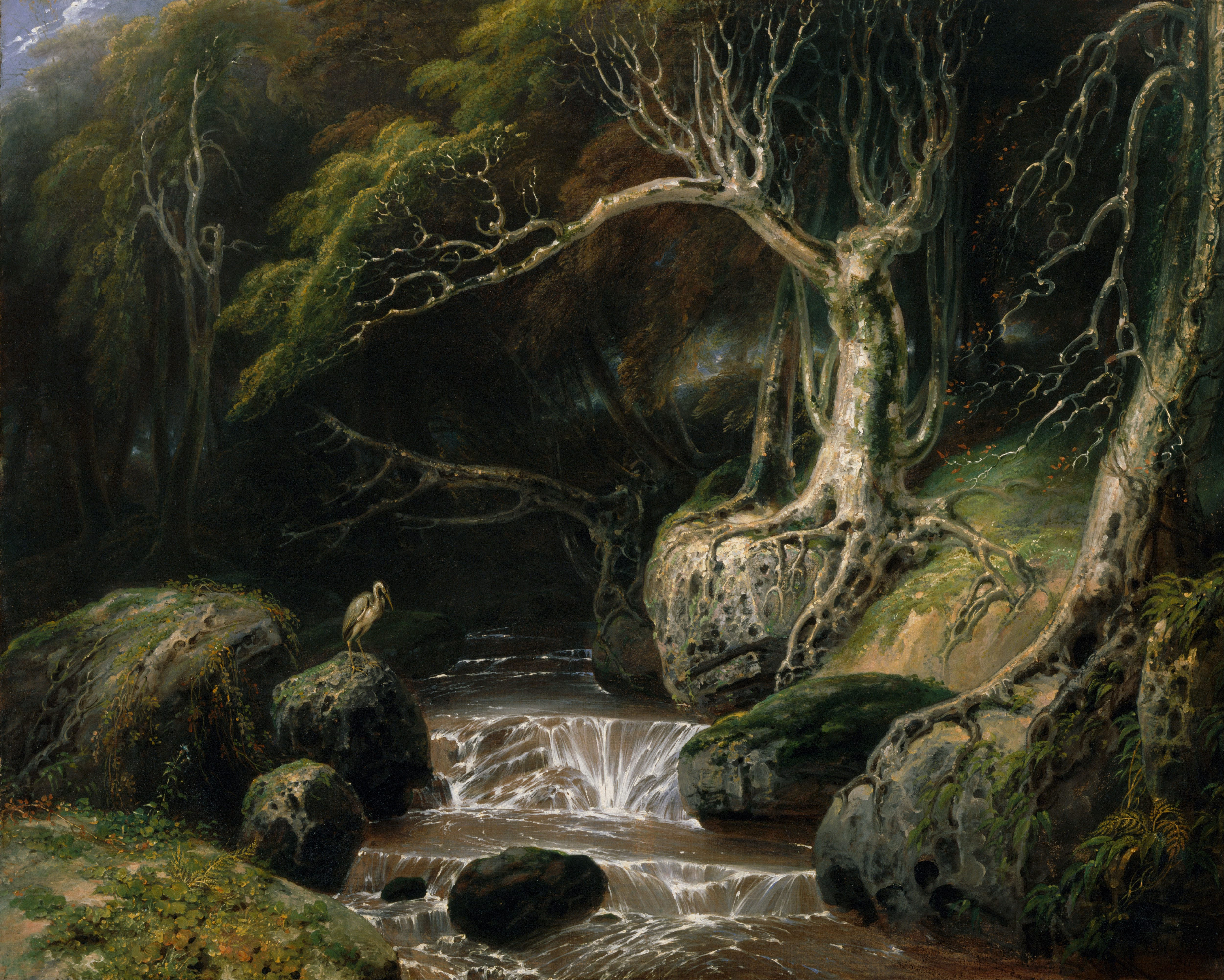
Пейзаж с цаплей (романтический пейзаж).
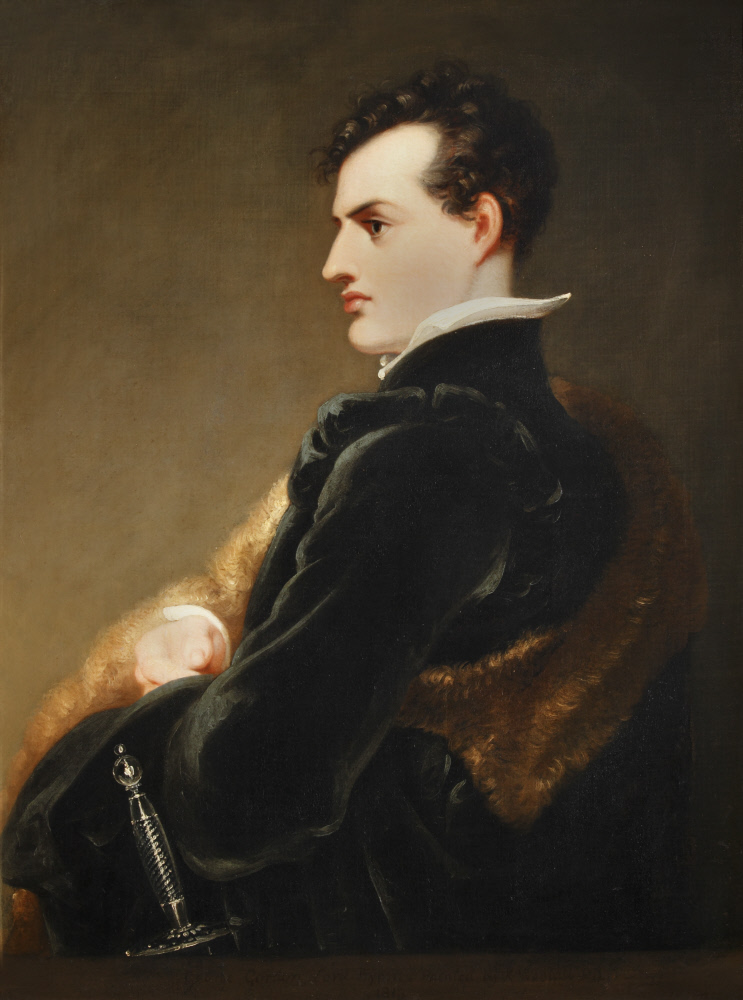
Портрет лорда Байрона
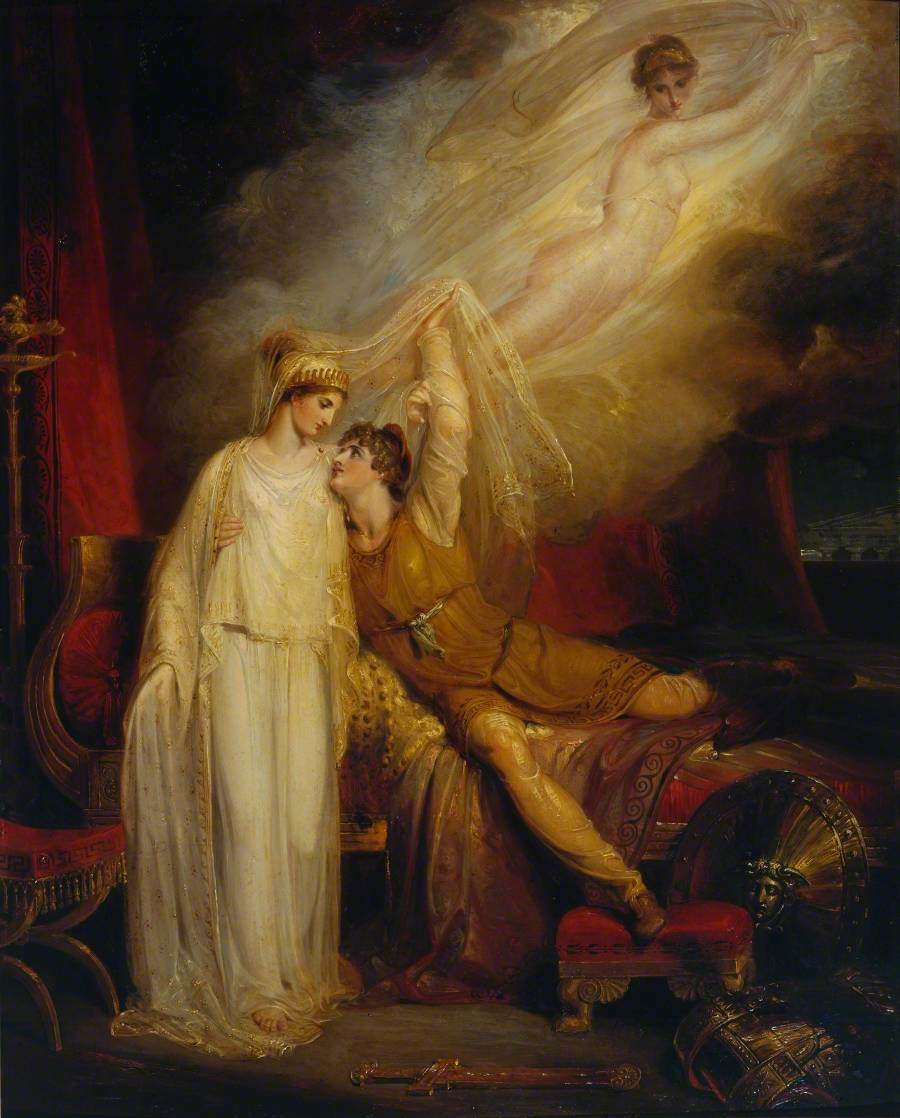
Парис и Елена Прекрасная
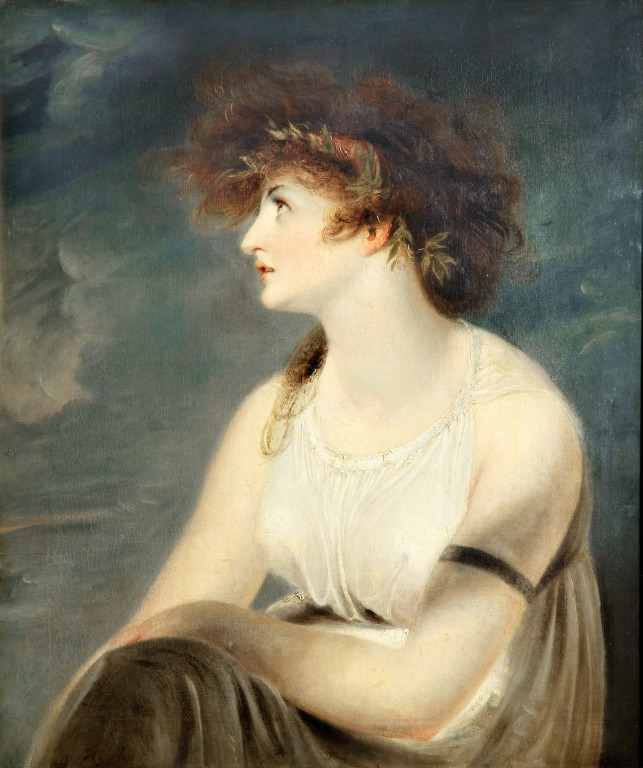
Супруга художника в образе Сапфо
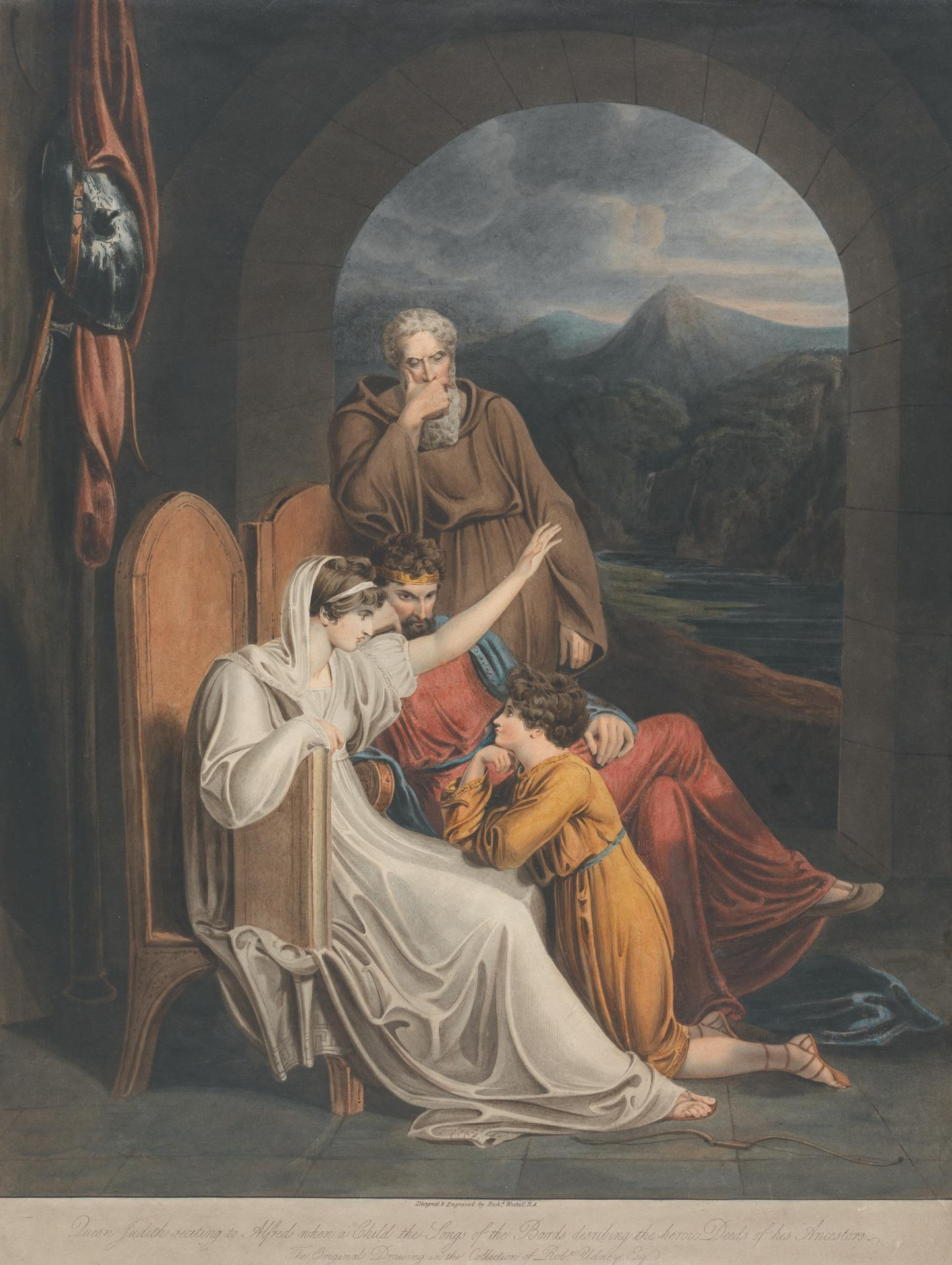
Детство короля Альфреда Великого